# Nicostrato di Trapezunte
Nicostrato di Trapezunte (fl. III secolo) è stato uno storico romano di epoca imperiale.
Ha scritto un'opera storica che comprende il tempo di Filippo l'Arabo, Valeriano e Settimio Odenato. Della sua opera non restano che pochissimi frammenti.

## Edizione e traduzione
- Bruno Bleckmann, Jonathan Groß: Historiker der Reichskrise des 3. Jahrhunderts I (Kleine und Fragmentarische Historiker der Spätantike). Paderborn 2016, ISBN 978-3-506-78490-2, pp. 67–73.

| Controllo di autorità | VIAF (EN) 54537254 · CERL cnp00285308 · GND (DE) 102400695 |